# أركاديوس ريكا
اركاديوس ريكا (بالبولندية: Arkadiusz Reca) (17 يونيو 1995 في بولندا - ) هو لاعب كرة قدم بولندي في مركز الوسط. لعب مع Flota Świnoujście ‏ وفيسلا بوك ‏ وChojniczanka Chojnice ‏.

## وصلات خارجية
- أركاديوس ريكا على موقع الاتحاد الدولي (مؤرشف)  (الإنجليزية)
- أركاديوس ريكا على موقع الاتحاد الأوربي (الإنجليزية)
- أركاديوس ريكا على موقع قاعدة بيانات كرة القدم.إي يو (الإنجليزية)
- أركاديوس ريكا على موقع ناشيونال فوتبول تيمز (الإنجليزية)
- أركاديوس ريكا على موقع Soccerway.com (الإنجليزية)